# 100 رسالة حب
100 رسالة حب، مجموعة شعرية من مؤلفات الشاعر العربي السوري نزار قباني، صدرت في عام 1970، عن منشورات نزار قباني في بيروت، لبنان.